# Groß Borstel
Groß Borstel (en baix alemany Groot Bossel) és un barri del bezirk d'Hamburg-Nord a la ciutat estat d'Hamburg a Alemanya. El 2011 tenia 7969 habitants sobre una superfície de 4,5 km². Es troba al sud de Fulsbüttel i al nord d'Eppendorf.

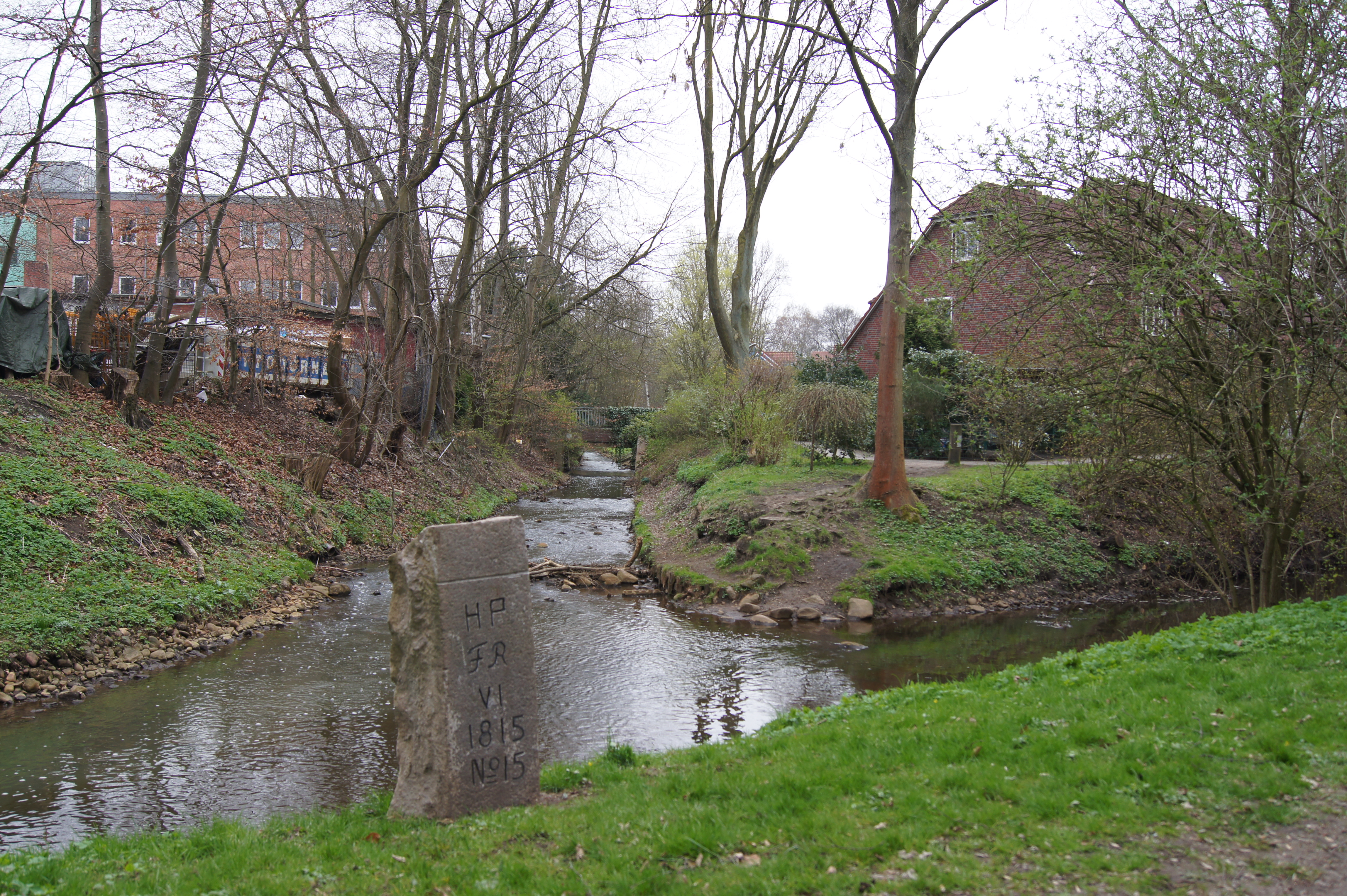
Antiga fita hamburgo-danesa a la confluència del Tarpenbek i del Kollau

S'ubica a la riba dreta del Tarpenbek que forma la frontera occidental amb Niendorf i meridional amb Lokstedt i Eppendorf. Fins al 1864, el Tarpenbek era la frontera d'estat entre el ducat de Pinneberg, territori danès i Hamburg. A l'est la carretera B433 forma la frontera amb Alsterdorf, al nord toca amb l'aeroport d'Hamburg a Fuhlsbüttel.

## Història

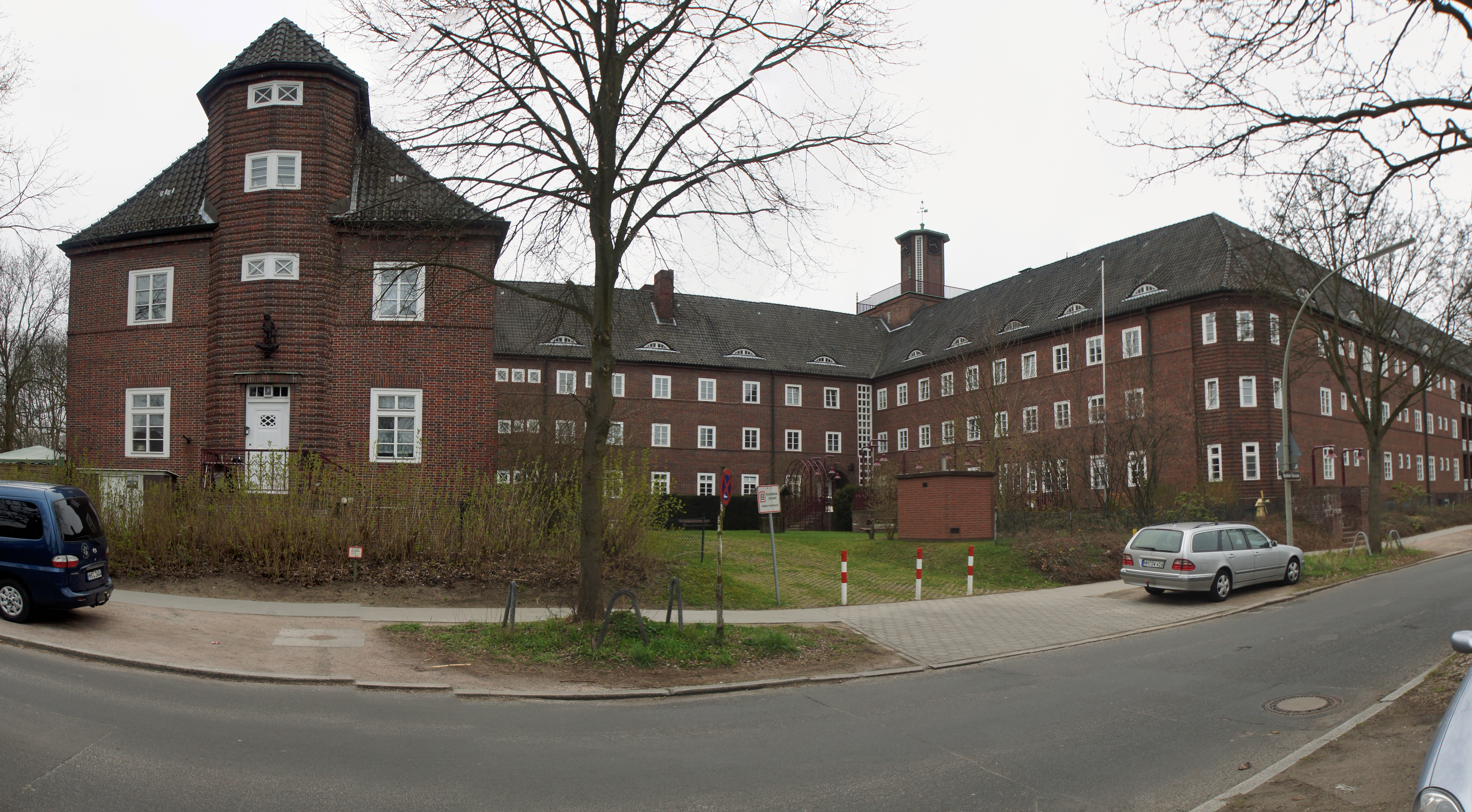
Residència per a gent gran, dissenyada per Fritz Schumacher

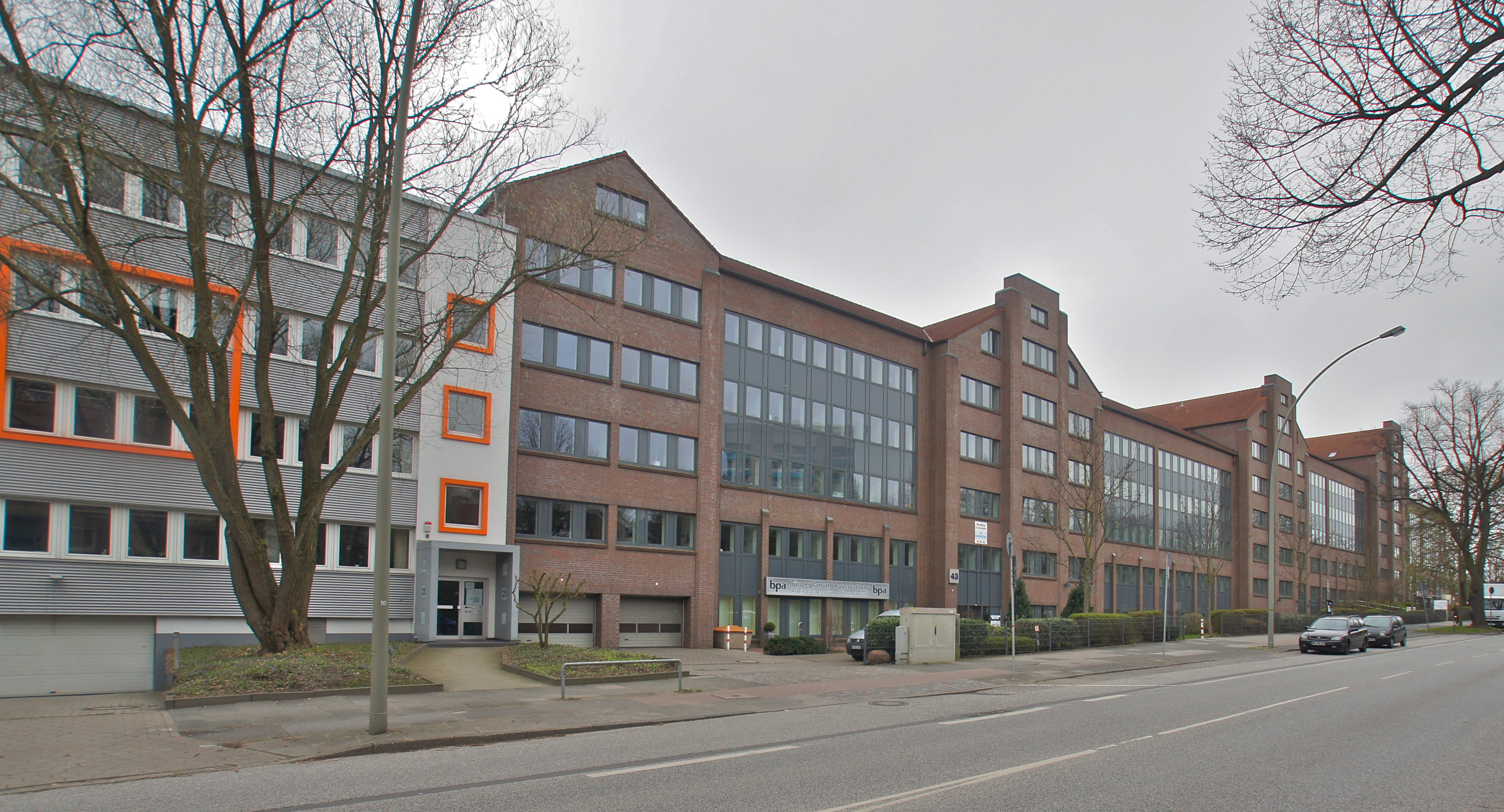
Centre de PiMEs

El primer esment del poble Burstolde, Bossel, Calebostel data probablement del segle xi tot i no és segur, com que el nom significa lloc de residència, un nom freqüent per a masies i als texts antics no sempre és clar de quina masia es tracta. El primer esment unívoc data del 1325 quan el poble van vendre's al monestir d'Harvestehude i passà així a Hamburg. A l'inici del segle xvii hi havia cinc masies i vuit masos més petits i tenia un centenar d'habitants. Vers la fi del segle xix, unes carreteres noves van atreure hamburguesos que van construir-hi vil·les. El 1927-29 la ciutat d'Hamburg va encarregar Fritz Schumacher amb la construcció de la primera residència pública per a gent gran, un edifici - avui monument llistat - del qual la substància arquitectural va quedar, tot i que va adaptar-se, sobretot a l'interior, al tractament canviant de l'ajuda als ancians. Malgrat aquesta primera urbanització, el poble va mantenir el seu caràcter rural fins a la fi de la segona guerra mundial.
L'expansió de l'aeroport d'Hamburg va conduir a una certa industrialització de la part septentrional. Com que la zona no està habitable, per causa del soroll s'hi va crear una llarga zona de Kleingarten, parcel·les de jardinatge llogades a gent de la ciutat que no tenen pati al pis. Després de molts plans de terraplenar i d'urbanitzar l'aiguamoll Eppendorfer Moor, el 1984 les 15 hectàrees romanents van ser llistats parc natural.

## Economia

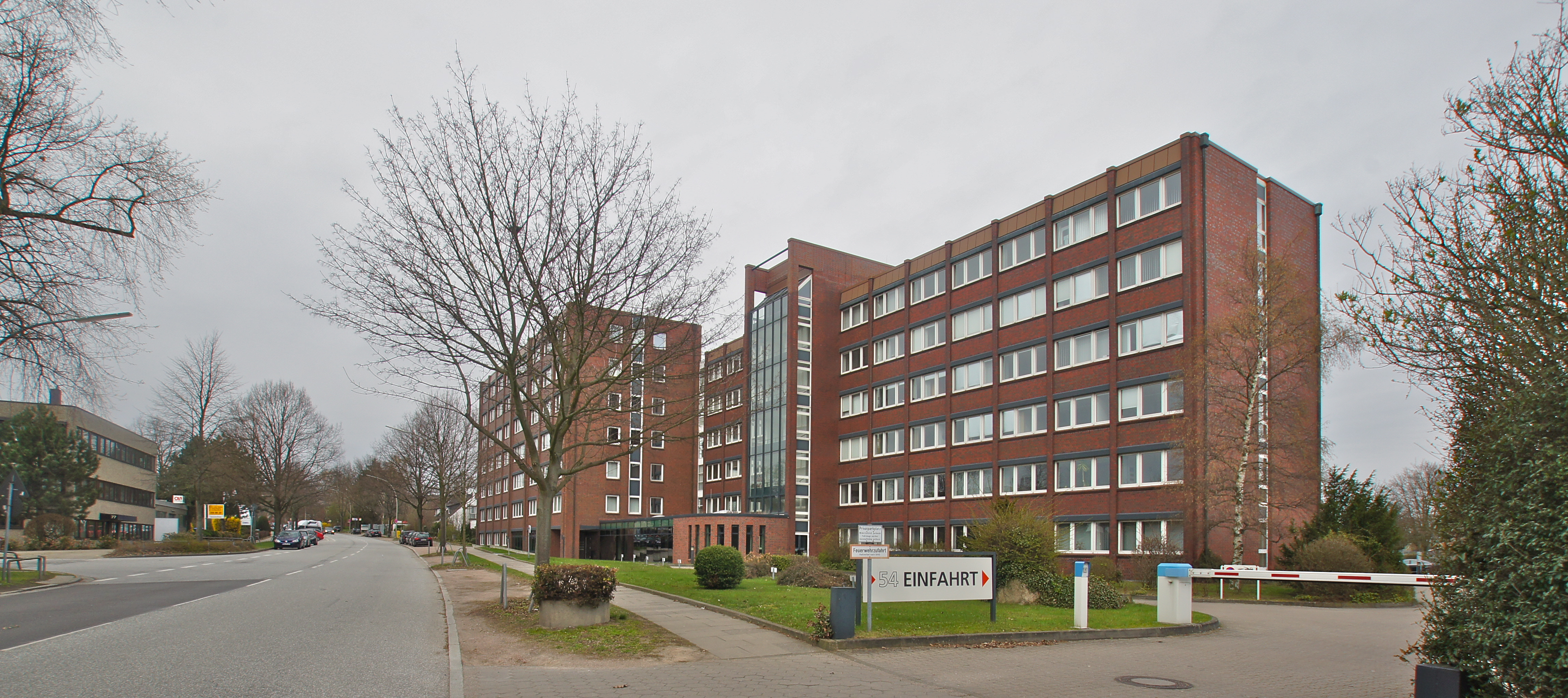
El centre de recerques aeroespacials DLZ

L'activitat econòmica es concentra a l'entorn del polígon industrial de l'aeroport, que conté entre altres el servei de recanvis d'Airbus i el departament hamburguès del centre de recerques aeroespacials DLZ. A la carretera Borsteler Chaussee es troba un gran centre de Pimes.
No té cap estació del metro.

## Llocs d'interès
- El parc natural Eppendorfer Moor.
- Els senders entre els patis populars i al marge del Tarpenbek
- El túmul del Licenciatenberg
- La Casa Stavenhagen
- Unes vil·les destacades
- La residència amb pisos per a gent gran, dissenyat per Fritz Schumacher, un monument llistat.
- Aeroport d'Hamburg

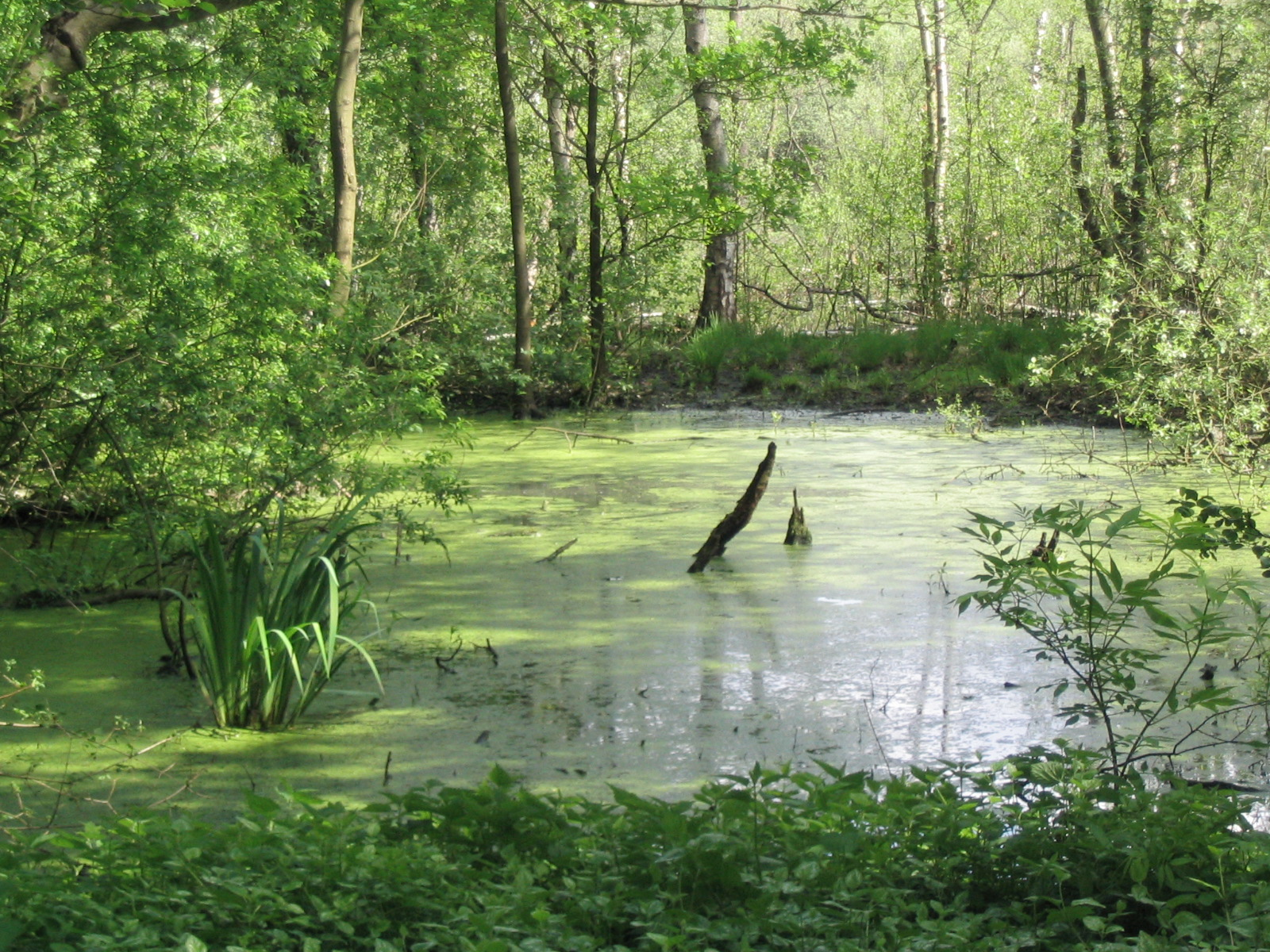
Eppendorfer Moor
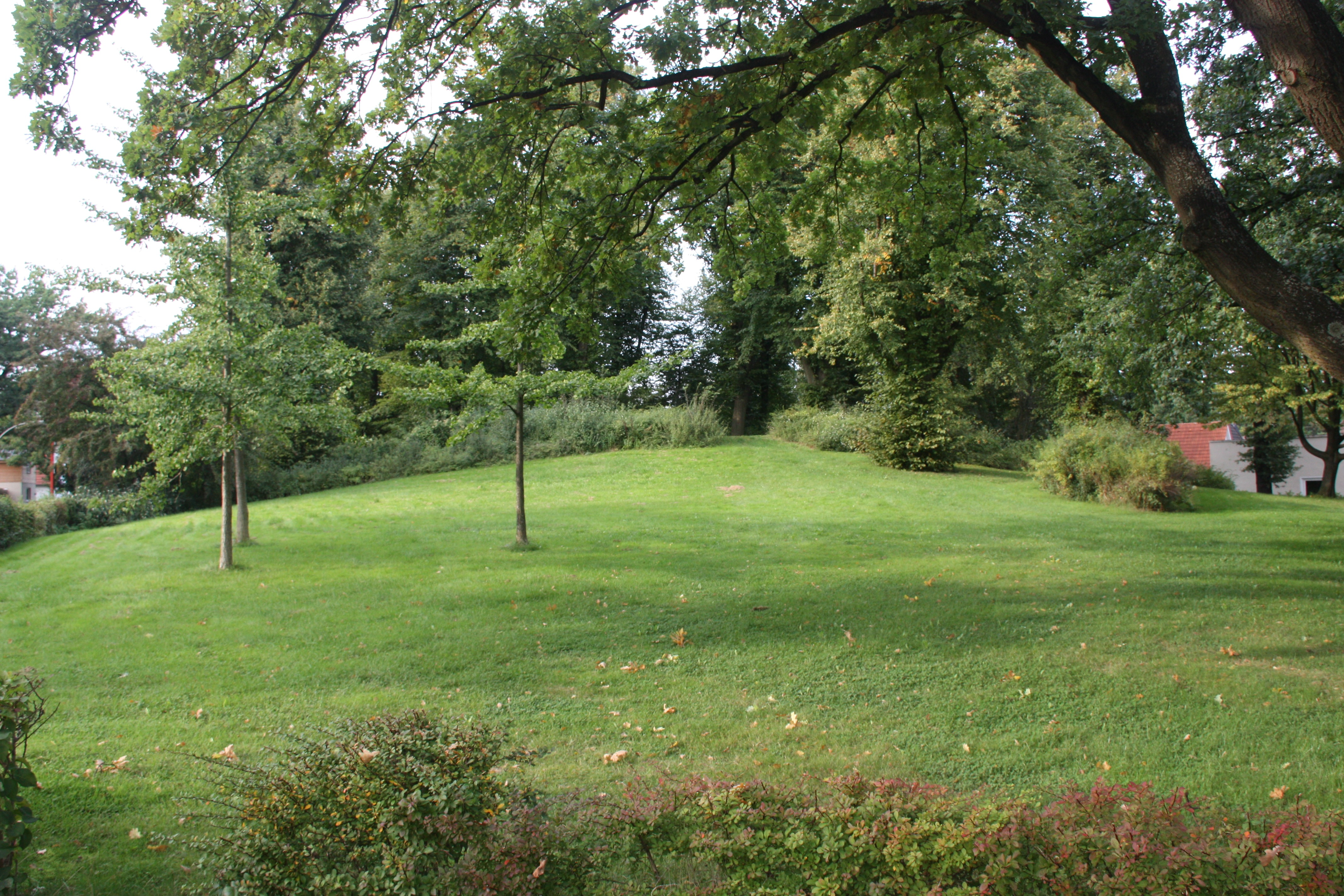
El túmul del Licentiatenberg
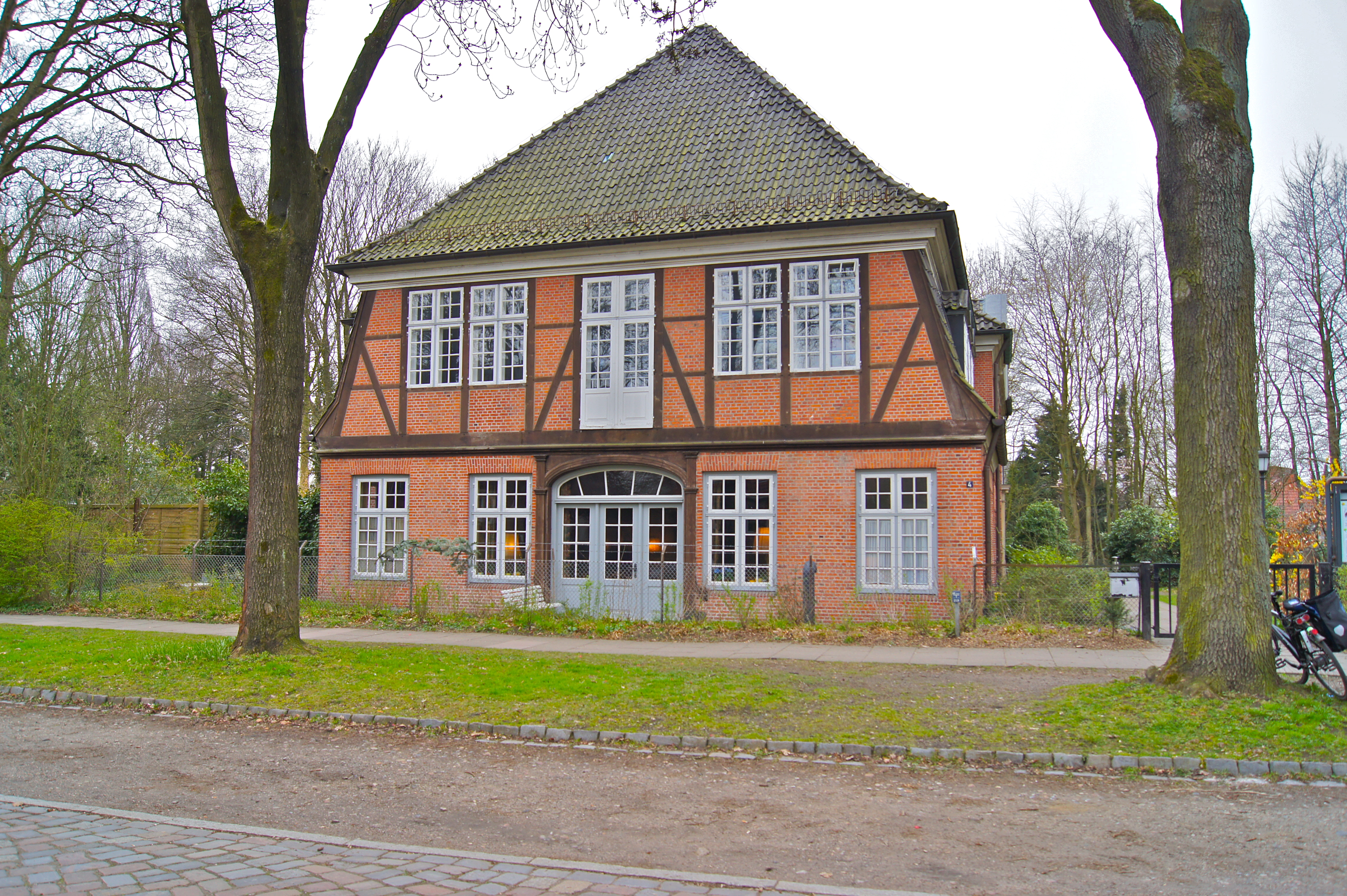
Façana oriental amb entramat de fusta de la Casa Stavenhagen
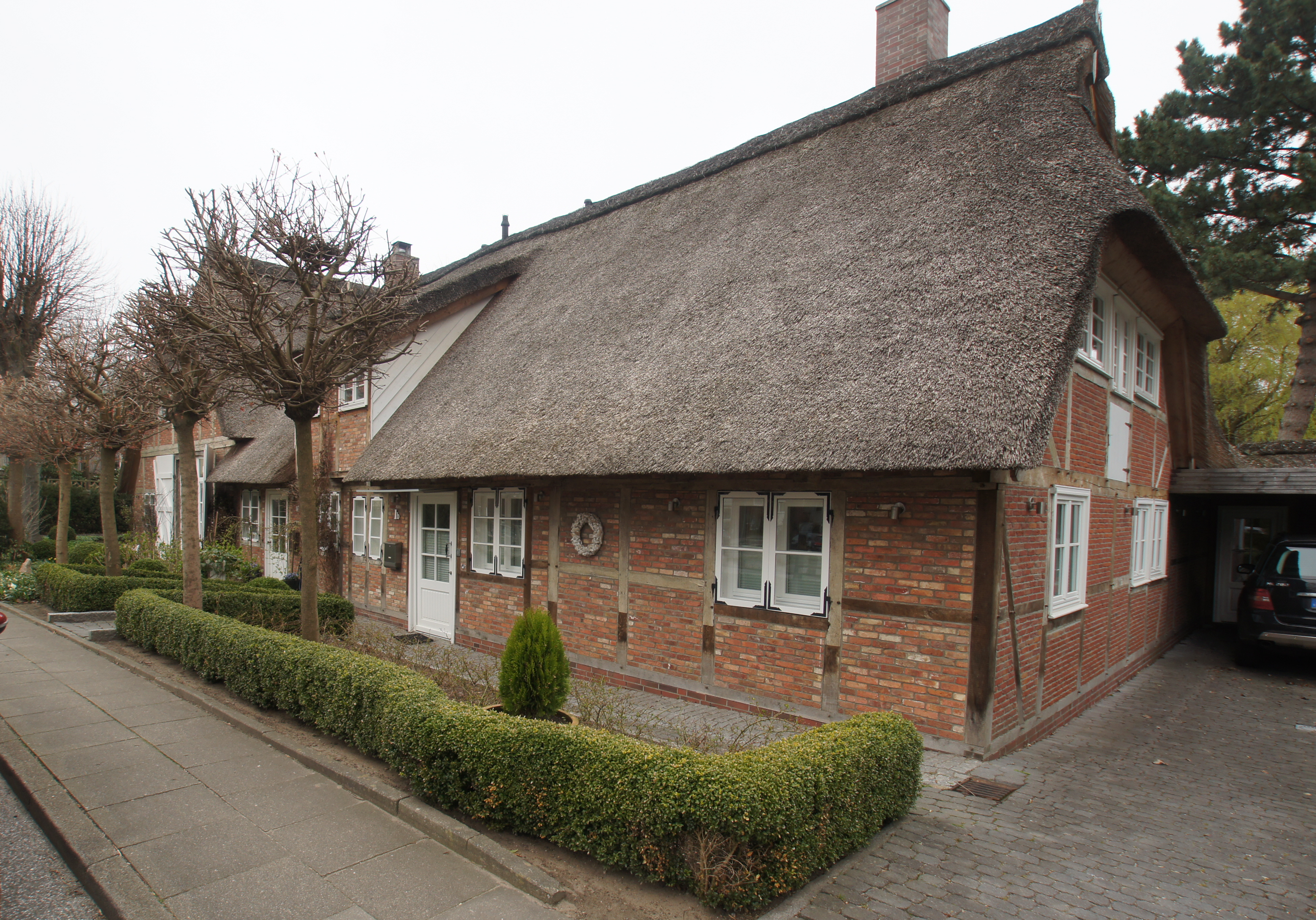
Casa rural d'entramat de fusta al carrer Moorweg
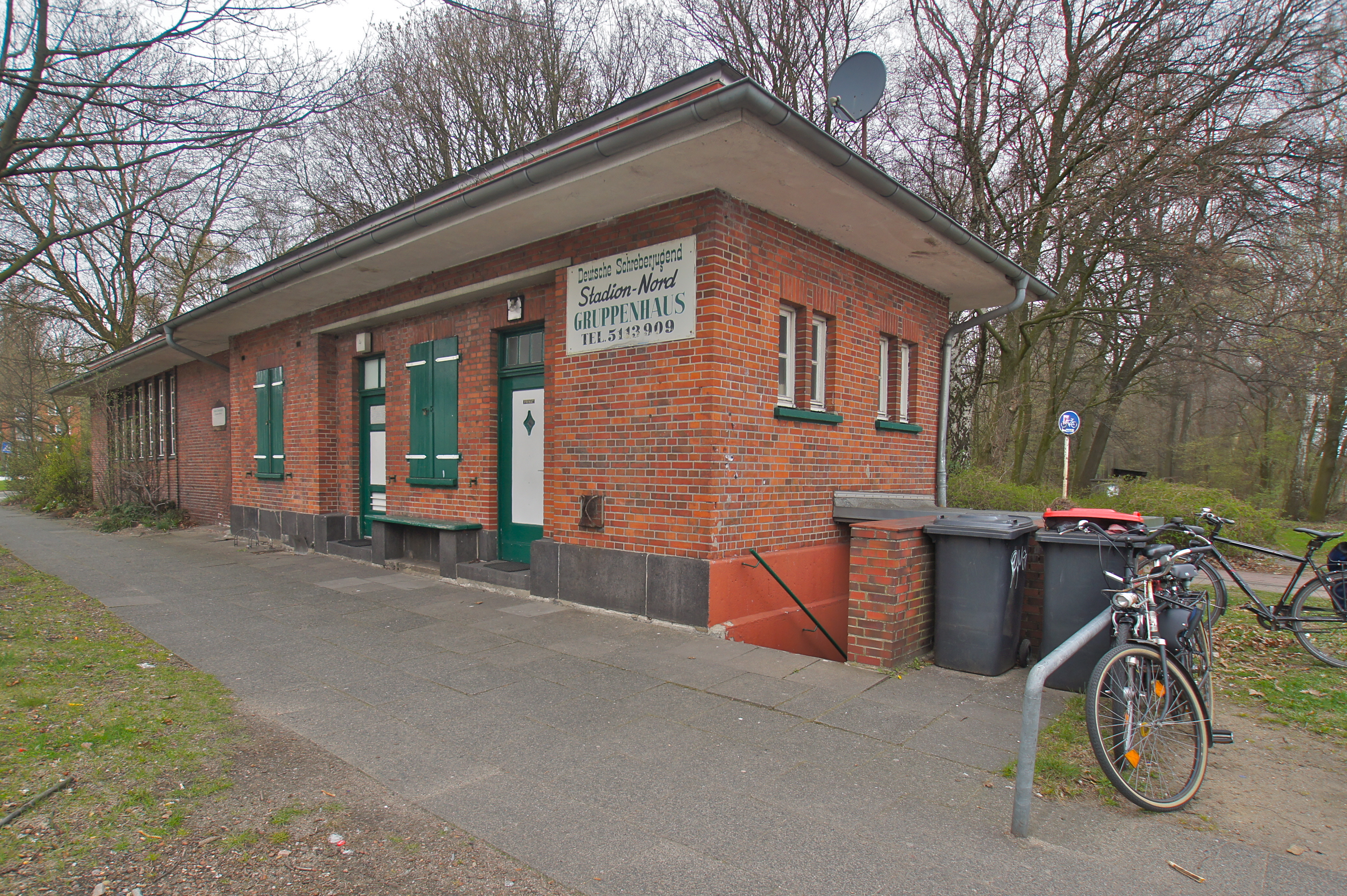
Casal de les joves Deutsche Schreberjugend a la sortida de l'Eppendorfer Moor
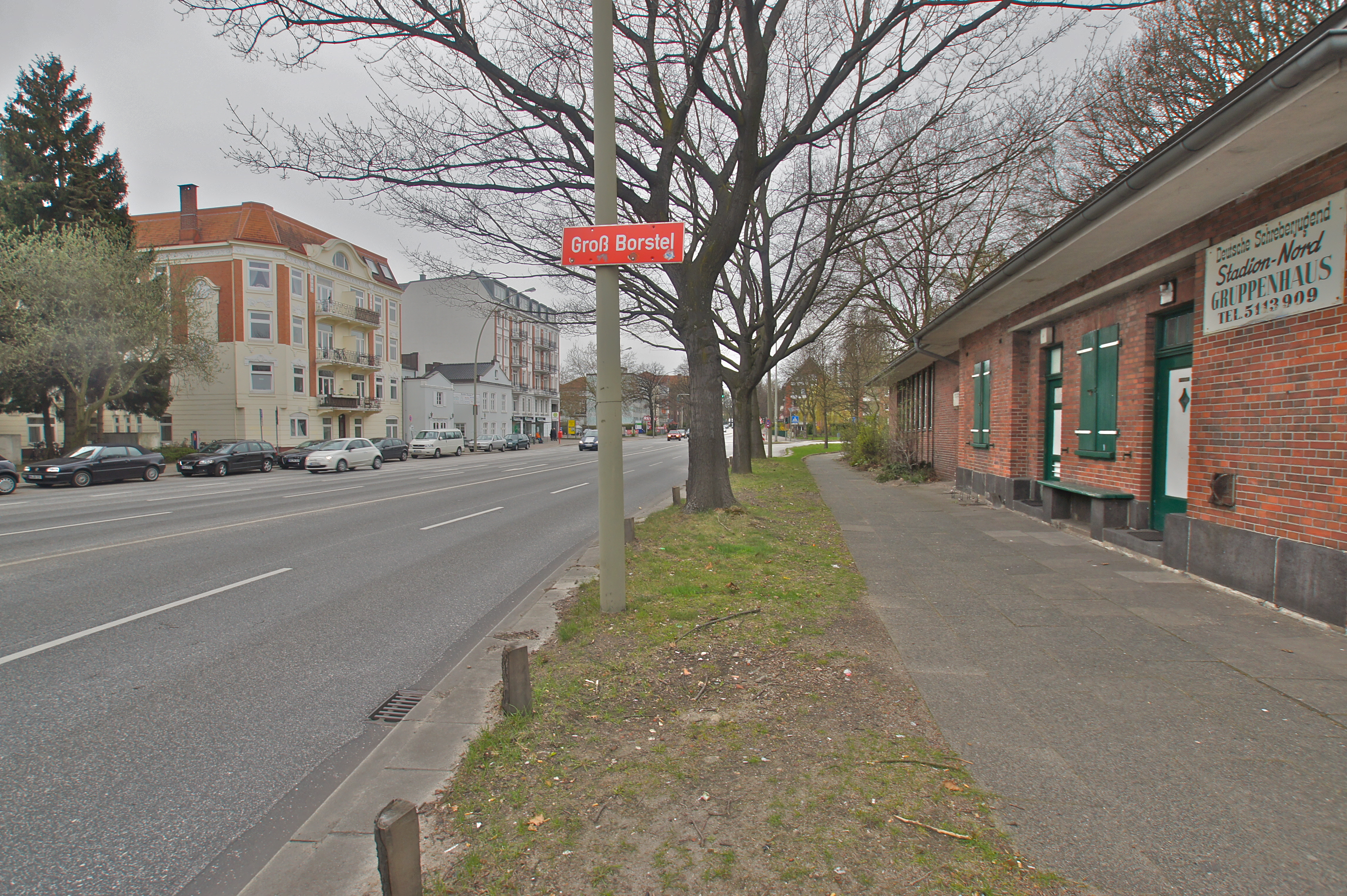
La carretera Borsteler Chaussee